# بريان تجو
بريان تجو هي ممثلة أمريكية ولدت في 14 يونيو 1998 في مدينة تشينو هيلس ،كاليفورنيا.